# Lista postaci serialu Chirurdzy
Lista postaci serialu Chirurdzy. Podział na pełnione funkcje dotyczy odcinków począwszy od ostatniego odcinka 3 serii:

## Podział od 16 sezonu

### Stażyści
- Dr Levi Schmitt
- Dr Casey Parker
- Dr Taryn Helm
- Dr Dahlia Qadri

### Rezydenci
- Dr Andrew DeLuca

### Lekarze chirurdzy
- Dr Meredith Grey – chirurgia ogólna
- Dr Richard Webber – chirurgia ogólna
- Dr Mjr Owen Hunt – chirurgia urazowa
- Dr Jackson Avery – chirurgia plastyczna
- Dr Amelia Shepherd – neurochirurgia
- Dr Jo Wilson – chirurgia ogólna
- Dr Maggie Pierce – kardiochirurgia
- Dr Teddy Altman – kardiochirurgia
- Dr Thomas Koracick – neurochirurgia
- Dr Atticus Lincoln – chirurgia ortopedyczna
- Dr Cormac Hayes – chirurgia dziecięca

### Ordynator Chirurgii W Grey-Sloan Memorial Hospital
- Dr Miranda Bailey – chirurgia ogólna (od sezonu 12)

## Nieobecni bohaterowie

### Rezydenci
- Dr Lexie Grey: (Chyler Leigh)
- Dr Shane Ross: (Gaius Charles)
- Dr Stephanie Edwards: (Jerrika Hinton)
- Dr Leah Murphy: (Tessa Ferrer)
- Dr Heather Brooks: (Tina Majorino)
- Dr Penelope „Penny” Blake: (Samantha Sloyan)

### Lekarze chirurdzy
- Dr Cristina Yang: (Sandra Oh) – kardiochirurgia
- Dr Alex Karev: (Justin Chambers) – chirurgia dziecięca
- Dr Preston Burke: (Isaiah Washington) – kardiochirurgia
- Dr Derek Shepherd: (Patrick Dempsey) – neurochirurgia
- Dr Addison Forbes Montgomery: (Kate Walsh) – chirurgia neonatalna
- Dr Calliope „Callie” Torres: (Sara Ramírez) – chirurgia ortopedyczna
- Dr Mark Sloan: (Eric Dane) – chirurgia plastyczna
- Dr Erica Hahn: (Brooke Smith) – kardiochirurgia
- Dr Arizona Robbins: (Jessica Capshaw) – chirurgia prenatalna
- Dr April Kepner: (Sarah Drew) – chirurgia urazowa
- Dr Nathan Riggs: (Martin Henderson) – kardiochirurgia

## Ordynatorzy Chirurgii
| Postać            | Aktor             | Sezony |
| ----------------- | ----------------- | ------ |
| Dr Miranda Bailey | Chandra Wilson    | od 12  |
| Dr Alex Karev     | Justin Chambers   | 15     |
| Dr Owen Hunt      | Kevin McKidd      | 8–11   |
| Dr Derek Shepherd | Patrick Dempsey   | 6      |
| Dr Richard Webber | James Pickens Jr. | 1–7    |

## Postacie drugoplanowe
- Pielęgniarka Olivia Harper: (Sarah Utterback) Pielęgniarka w szpitalu. Miała związki z Alexem i George’em. Od Alexa zaraziła się syfilisem, którym po zerwaniu z Alexem, nieświadomie zaraziła George’a. Później Alex spotykał się z Izzie, która zobaczyła go zdradzającego ją z Olivią. Żeńska część stażystek obraża ją czasami, nazywając „Syph Nurse”. W szóstym sezonie została zwolniona.
- Barman Joe: (Steven W. Bailey) Właściciel baru Emerald City – położonego naprzeciwko szpitala – gdzie doktorzy często chodzą na drinki, również miejsce poznania Dereka i Meredith. Derek i Burke przeprowadzili operacje na zahibernowanym pacjencie, by wyciąć tętniaka z mózgu Joe. Joe i jego chłopak, Walter, byli na przyjęciu w czasie święta Dziękczynienia przygotowanym przez Izzie w domu Meredith. Byli na wycieczce namiotowej z dr. Sheperdem, Burkiem, Webberem, Karevem oraz O’Malley. W czasie tej wyprawy Joe wyjawia w czasie dyskusji, że mimo że są razem z Walterem od dziesięciu lat, to dopiero teraz postanowili się zaangażować i rozważają adopcję dzieci.
- Thatcher Grey: (Jeff Perry) Thatcher jest ojcem Meredith Grey i byłym mężem Ellis. Byli małżeństwem przez ponad siedem lat romansu Ellis z Richardem Webberem. Ostatecznie, romans żony oraz jej ciągłe przebywanie w pracy spowodowało rozpad i odejście Thatchera. Meredith była małym dzieckiem w czasie rozwodu i dopiero po 20 latach zobaczyła się ponownie z ojcem. Thatcher obwinia Ellis za odsunięcie się od córki, mówiąc, że Ellis była „chłodna” i nie pozwoliła mu poznać Meredith. Po rozstaniu z rodziną Thatcher żeni się ponownie z Susan i ma dwie córki Lexi oraz Molly.
- Molly Grey Thompson: (Mandy Siegfried) Molly jest 22-letnią, przyrodnią siostrą Meredith. Ona oraz jej starsza siostra Lexie są córkami Thatchera Greya z jego drugiego (obecnego) małżeństwa z Susan. Oświadczyła się Ericowi, zanim został wysłany do Iraku. Początkowo pacjentka Mercy West, przeniesiona do Seattle Grace w 32. tygodniu ciąży. Addison operowała ją, by uratować jej nienarodzone dziecko. Później urodziła dziecko, które nazwała Laura.
- Dr Finn Dandridge: (Chris O’Donnell) Poprzedni weterynarz psa Meredith, Addison oraz Dereka: Doca. Był również najnowszą miłością Meredith po jej rozstaniu z Derekiem. Jego żona Liz zginęła w wypadku samochodowym. Stażyści nazywają go „McVet” w związku z przydomkiem Dereka. Jego nazwisko „Dandridge” jest nawiązaniem do filmu „Introducing Dorothy Dandridge” napisanego przez twórcę serialu Shondę Rhimes dla sieci HBO.
- Adele Webber: (Loretta Devine) Żona dr Webbera, wiedziała dużo więcej niż jej mąż mógł przypuszczać, w szczególności o sprawach związanych z przeszłością ich małżeństwa. Przetrzymała w ciszy i bez narzekań romans Richarda, lecz zagroziła odejściem, gdy Richard uznał sprawy szpitala za ważniejsze od jej umierającej siostrzenicy. Gdy Richard nie wrócił do domu po wypadku z promem, umówiła się na oficjalne spotkanie, ale również wtedy została zignorowana ze względu na inny nagły wypadek. Postawiła wówczas ultimatum: ona albo szpital. Richard próbował uniknąć trudnej decyzji, jednak Adele była już zmęczona tą sytuacją i go zostawiła. Dr Richard Webber odszedł z pracy w szpitalu, wrócił do Adele, ale ona znalazła już nowego partnera. Adele rozwodzi się z Richardem.
- Louise O’Malley: (Debra Monk) Louise – żona Harolda przez ponad 40 lat, aż do momentu jego śmierci. Mają trzech synów: Jerry’ego, Ronniego oraz George’a. Louise jest nauczycielką i oddaną żoną oraz matką. Wykazała swoje spore zainteresowanie życiem swojego najmłodszego syna George’a, pytając Izzie o jego prywatne relacje. George uważa ją za nieco nadopiekuńczą i jest zakłopotany jej zachowaniem, takim jak przygotowanie śniadania dla stażystów czy oferowanie prasowania ich ubrań.
- Dr Erica Hahn: (Brooke Smith) Dr Hahn jest rywalką Prestona na polu chirurgii kardiologicznej, od czasów ukończenia Johns Hopkins Medical School na drugim miejscu po dr. Burke’u. Jest kardiochirurgiem w szpitalu Seattle Presbyterian. W drugim sezonie walczy z dr. Burke’em o serce do przeszczepu z powodu fałszywych informacji przekazywanych przez Izzie o stanie Denny’ego. Jest także wezwana na konsultacje w sprawie wymiany zastawek Harolda O’Malleya. Dr Hahn jest przyjacielem dr. Burke’a, jednak nigdy tego nie przyznała. Szanuje i jest pełna respektu dla Prestona, ale nigdy mu tego nie powiedziała. Do Christiny mówi natomiast, że jeżeli nauczy się czegoś od dr. Burke’a, to nawet będąc „w połowie tak dobra jak Burke, to i tak będzie cholernie dobra” (org. half the surgeon that Burke is, and that’s pretty damn good).
- Pielęgniarka Tyler: (Moe Irvi) Tyler jest członkiem zespołu pielęgniarek w Seattle Grace. Pracuje w pomieszczeniu nagłych wypadków.
- Dr. Sydney Heron: (Kali Rocha) Czteroletnia stażem rezydentka w Seattle Grace, znana z wyjątkowo dziarskiej osobowości. Pojawia się w czasie gdy dr Bailey idzie na urlop macierzyński i popada w konflikt z Christiną, która nie może znieść jej charakteru. Później zostaje kuratorem Izzie i ujawnia, że jej obecne zachowanie jest wynikiem nerwowego załamania, jakie przeszła po utracie pacjenta. Próbuje rywalizować z dr Bailey o stanowisko szefa rezydentów, pokazując swoje zdolności organizacyjne w czasie incydentu z promem.

## Zmarli bohaterowie
- Dr George O’Malley: (T.R. Knight) Często jeden z najbardziej emocjonalnych stażystów, czasami sprzecza się z innymi mimo bardzo pozytywnej osobowości. Mimo braku pewności siebie, dowiódł swojego talentu chirurgicznego. George skończył Oregon Health and Sciences University. Jego pierwszą dziewczyną była pielęgniarka Olivia, od której zaraził się syfilisem. Przez długi czas zakochany w stażystce – Meredith, od ich pierwszego spotkania. Po wspólnej nocy ucierpiała ich przyjaźń. Wtedy zaczął spotykać się z dr Callie Torres, chirurgiem ortopedycznym, ale jego skłonność do przedkładania swoich przyjaciół spowodowała przerwanie związku. W czasie rozstania, Callie przespała się z Markiem Sloanem. Podczas wypadu do lasu, zauważył jeden ze spazmów doktora Burke. Poinformował o swoich podejrzeniach Christine po zdiagnozowaniu u jego ojca raka przełyku oraz uszkodzonej zastawce sercowej, które wymagały operacyjnego leczenia. Zaniepokojony obecnymi chirurgicznymi możliwościami Prestona, skontaktował się z doktor Ericą Hahn, by to ona przeprowadziła operacje wymiany zastawek u jego ojca. Jego związek z Callie został dodatkowo nadszarpnięty, gdy dowiedział się o jej zdradzie ze Sloanem, ale wraz z pogarszającym się stanem jego ojca, powoli pozwalał Callie wstępować w soje życie. Decyzja o odłączeniu ojca od urządzeń podtrzymujących jego życie, spowodowana ciężkim i nieodwracalnym stanem po operacjach, była wyjątkowo bolesna i niszcząca dla George’a. By uśmierzyć ból po stracie ojca, George stał się seks maszyną powodując u Callie spore zakłopotanie. Później powiedział jej, że będzie szczęśliwy żyjąc z nią i że ją kocha. Oświadczył się jej, a następnie poślubił w Las Vegas. Po jednej z kłótni z Callie, zdradził ją z Izzie. Nie pamiętał jednak wydarzeń z nocy, ze względu na za dużą ilość wypitego alkoholu. Dopiero podczas rozmowy z ojcem Callie przypomina sobie wydarzenia z Izzie. Postanawia nie mówić o tym Callie.Za pierwszym razem nie zdał egzaminu końcowego i ponownie odbywał staż, jednak po kilku tygodniach ordynator chirurgii pozwolił mu ponownie zdawać test, w efekcie George zdaje test i zostaje rezydentem. Postanawia on być z Izzie, lecz po jakimś czasie stwierdzają oni, iż mogą być oni tylko przyjaciółmi. Zostaje on prawą ręką Owena Hunta, który uważa George’a za niezwykle opanowanego w sytuacjach stresowych. Pod koniec 5 sezonu George zaciąga się do wojska, by tam zostać lekarzem wojskowym i w drodze do swojej mamy ratuje kobietę przed wpadnięciem pod autobus, przez co sam zostaje ranny i umiera wskutek obrażeń.
- Doktor Reed Adamson: (Nora Zehetner) Rezydentka po fuzji z Mercy West. Umarła z rąk szaleńca, który postrzelił ją w głowę.
- Doktor Charles Percy: (Robert Baker) Rezydent po fuzji z Mercy West. Był zakochany w Reed Adamson. Umarł z rąk szaleńca, który go zastrzelił.
- Denny Duquette: (Jeffrey Dean Morgan) Pacjent do przeszczepu serca, który zakochuje się w dr Izzie Stevens z wzajemnością. Izzie ryzykuje swoją karierę odcinają kabel LVAD (urządzenie służące do podtrzymywania pracy serca) by pogorszyć jego stan, dzięki czemu miał dostać serce pacjenta, który był na liście oczekujących o 17 sekund przed nim. Oświadcza się dr Stevens, na krótko przed śmiercią w ostatnim odcinku drugiej serii. Zostawia Izzie czek na sumę 8,7 miliona dolarów w odcinków 3x04 What I Am, który Izzie deponuje w odcinku Six Days. Izzie używa funduszy, by pomóc dr Bailey stworzyć darmową klinikę imieniem Denny’ego Duquette’a. Denny powraca ponownie w odcinku Some Kind Of Miracle, gdy Meredith przeżywa śmierć kliniczną.
- Harold O’Malley: (George Dzundza) Ojciec George’a O’Malley i dwóch innych synów, Jerry’ego oraz Ronniego, był kierowcą ciężarówki z zamiłowaniem do starych samochodów. Przez 40 lat żył w związku z żoną Louise, będąc dumnym z wszystkich synów. Zabierał ich regularnie co roku podczas święta dziękczynienia, na polowanie na indyki, a w czasie ich dzieciństwa na wycieczki pod namioty. Diagnoza choroby – rak przełyku z przerzutami na żołądek, oraz problemy z aortą były wielkim szokiem dla klanu O’Malleyów. Harold przeżył operacje aorty, a także drugą operacje usunięcia raka. Przed drugim zabiegiem poprosił dr Bailey oraz dr. Webbera o usunięcie guza bez względu na spowodowane tym ryzyko, w celu dalszej walki z rakiem. operacja okazała się tak rozległa, że po kilku dniach organy Harolda przestały funkcjonować. W tej sytuacji rodzina postanowiła odłączyć go od urządzeń wspomagających funkcje życiowe.
- Dylan Young: (Kyle Chandler) Podczas epizodu z bombą Dylan był szefem saperów, który pomógł Meredith uspokoić się i trzymać bombę w ciele pacjenta. Jego mocne słowa zirytowały Meredith, jednak zdawała sobie sprawę, że na tym polegała jego praca. Dylan odebrał od niej pocisk, który chwile po tym wybuchł zabijając go. Meredith spotyka Dylana jeszcze raz podczas śmierci klinicznej.
- Dr Ellis Grey: (Kate Burton) Matka stażystki Meredith Grey oraz była chirurg. Podczas pracy w szpitalu miała romans z obecnym dyrektorem chirurgii dr. Richardem Webberem. Pobrała się z Thatcherem Greyem około 30 lat temu, który opuścił rodzinę, gdy Meredith była dzieckiem, częściowo w związku z romansem Ellis. Po rozwodzie oraz rozstaniu z Richardem, Ellis przeniosła się z córką, by pracować w szpitalu Boston General. Częścią jej błyskotliwej kariery było piastowanie stanowiska w Mayo Clinic. Przeprowadziła pionierską operację nazwaną później metodą laparoskopową Grey. W wyniku choroby Alzheimera została umieszczona w ośrodku opieki Roseridge. Zaawansowany stan choroby skutkował przeświadczeniem, że wciąż pracuje jako rezydent w SGH, nierozpoznawaniem swojej córki, a także radością z wizyt Richarda Webbera. Gdy Richard postanowił ratować związek z Adele, Meredith była zmuszona do przekazania swojej matce informacji, że Richard już się u niej nie pojawi, co spowodowało przypomnienie pierwszego zerwania z Richardem. Na krótko odzyskała świadomość („Wishin’ and Hopin'”) w czasie której pokłóciła się z Meredith, co było ostatnią rzeczą którą pamiętała. Podczas śmierci klinicznej Meredith spotyka swoją matkę, która zmarła w tym samym czasie i dochodzi pomiędzy nimi do porozumienia, w czasie której Ellis wyznaje, że Meredith nie jest ani trochę przeciętna (wcześniej gdy odkryła, że jej córka spotyka się z Derek’iem powiedziała jej, że jest „przeciętna”).
- Susan Grey: (Mare Winningham) Susan jest żoną Thatchera Greya i ma dwie córki Lexi oraz Molly. Jej mąż określa ją jako „matkę-lwicę”. Zawsze obawiała się pierwszej żony Thatchera i jego córki Meredith. Zaoferowała jej jednak by została częścią jej rodziny, na co Meredith nie zareagowała ciepło. Zmarła w wyniku rzadkich powikłań po prostym zabiegu.
- Dr Heather Brooks: Stażystka SGMWH. Zmarła w wyniku porażenia prądem.
- Dr Lexie Grey: (Chyler Leigh) Lexie jest przyrodnią siostrą Meredith, najstarszą córką Susan i Thatchera Greya, zmarła w katastrofie lotniczej.
- Dr Mark Sloan: (Eric Dane) najlepszy przyjaciel Dereka, z którym przez wiele lat był skłócony, ze względu na romans z jego żoną Addison, zmarł w konsekwencji obrażeń odniesionych w katastrofie lotniczej, odłączony od aparatury podtrzymującej życie po 30 dniach od zapadnięcia w śpiączkę.
- Dr Derek Shepherd: (Patrick Dempsey) uległ wypadkowi samochodowemu, w którym odniósł poważne obrażenia m.in. głowy, zmarł w wyniku niewłaściwego postępowania leczących go lekarzy.
- Adele Webber
- Thatcher Grey

## Były podział
Ze względu na sprawowane funkcje w pierwszym, drugim i trzecim sezonie:

### Stażyści
- Dr Meredith Grey
- Dr Cristina Yang
- Dr Isobel „Izzie” Stevens
- Dr George O’Malley
- Dr Alex Karev

### Rezydenci
- Dr Miranda Bailey
- Dr Calliope „Callie” Torres
- Dr Sydney Heron

### Lekarze chirurdzy
- Dr Derek Shepherd
- Dr Preston Xavier Burke
- Dr Addison Forbes Montgomery; wcześniej Montgomery-Shepherd
- Dr Mark Sloan
- Dr Colin Marlow

### Ordynator Chirurgii W Seattle Grace Hospital
- Dr Richard Webber